# Севендекли (дем Кукуш)
 Тази статия е за селото в Гърция.  За селото в Северна Македония вижте Севендекли.  
Севендекли (на гръцки: Επτάλοφος, Епталофос, катаревуса: Επτάλοφον, Епталофон, до 1926 година Σεβεντεκλή, Севендекли) е село в Егейска Македония, Гърция, дем Кукуш (Килкис) на административна област Централна Македония.

## География
Селото е разположено североизточно от град Кукуш (Килкис) в планината Карадаг (Мавровуни).

## История
След Междусъюзническата война селото попада в Гърция. Населението му се изселва и на негово място са настанени гърци бежанци. В 1926 година името на селото е променено на Епталофон. В 1928 година селото е изцяло бежанско с 31 семейства и 119 жители бежанци.
| Име                 | Име                 | Ново име | Ново име | Описание                                 |
| ------------------- | ------------------- | -------- | -------- | ---------------------------------------- |
| Гавазянска воденица | Γαβάσγιαννη - Μύλος | Милос    | Μύλος    |                                          |
| Перлова             | Πέρλοβα             | Плигури  | Πληγούρι | възвишение на ЮИ от Севендекли (540,1 m) |
| Дири                | Ντίρή               | Афрорема | Άφρόρεμα | река                                     |